# Hodgsoniola junciformis
Hodgsoniola junciformis (F.Muell.) F.Muell. – gatunek roślin z monotypowego rodzaju Hodgsoniola F.Muell. z rodziny złotogłowowatych (Asphodelaceae), występujący endemicznie w południowowschodniej Australii Zachodniej. 
Nazwa rodzaju została nadana na cześć Johna Hodgsona, XIX-wiecznego polityka australijskiego. Nazwa gatunkowa oznacza sitopodobna. 

## Morfologia
Kłączowe, wieloletnie rośliny zielne, tworzące kępy. Liście odziomkowe, tworzące pochwy u nasady. Obecne są także liście zredukowane, łuskowate. Kwiaty promieniste, zebrane w grono, wsparte małą podsadką, a każdy kwiat przysadką. Listki okwiatu mmniej więcej równej wielkości, krótko zrośnięte u nasady, spiralnie skręcone po kwitnieniu. Nitki pręcików krótkie, zagięte. Zalążnia górna, trójkomorowa, z 2 zalążkami w każdej komorze. Szyjka słupka nitkowata, znamię główkowate, małe. Owocami są torebki, zawierające czarne, drobno dziobate nasiona.

## Systematyka
Gatunek z monotypowego rodzaju Hodgsoniola z podrodziny liliowcowych (Hemerocallidoideae) z rodziny złotogłowowatych (Asphodelaceae).